# Замок Диневур
Замок Диневур (валл. Castell Dinefwr) — средневековый замок на реке Тауи недалеко от города Лландейло, Кармартеншир, Уэльс. Расположен на горной возвышенности на северном берегу Тауи, с крутым 30-метровым спуском к реке. Диневур был главным замком королевства Дехейбарт. Памятником архитектуры первой степени.

## История
Предание гласит, что первый замок на этом месте был построен Родри Великим в IX веке, но археологических подтверждений этому найдено не было. Позже Диневур стал главным резиденцией внука Родри Хивела Да, первого правителя Дехейбарта, а затем короля большей части Уэльса. Считается, что замок перестроил Рис ап Грифид, правитель Дехейбарта в 1155—1197. Гиральд Камбрийский пишет, что король Англии Генрих II планировал атаковать замок во время кампании против Риса. Один из самых доверенных людей Генриха был отправлен на разведку в сопровождении местного валлийского священника, который должен был провести его к замку самым простым путём; вместо этого священник выбрал самый трудный путь из возможных, и в конце концов остановился и принялся есть траву, сообщив, что таков обычный рацион местных жителей в тяжёлые времена. Запланированная атака не состоялась.

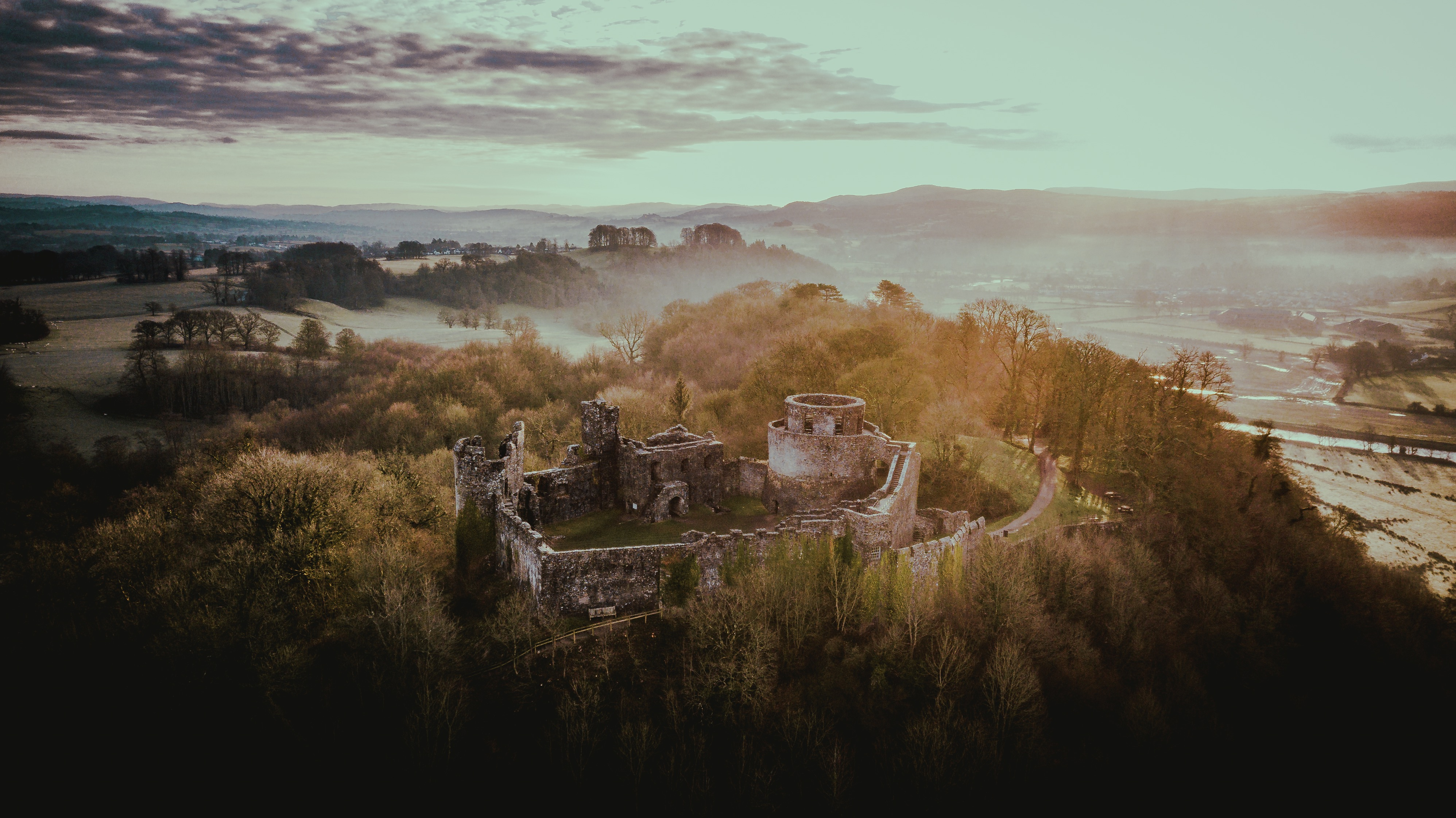
Вид на замок сверху

Рис ап Грифид также построил впечатляющий замок Каррег Кеннен примерно в 6,5 км к югу. Его не видно из Диневура, но зато можно увидеть замок Дрислуин на холме на юго-западе от Тауи. В то же время Рис основал два монастыря: первое в Уэльсе премонстрантское аббатство в Талли и цистерцианский женский монастырь Лланллир, который стал лишь вторым женским монастырём в Уэльсе.
После смерти Риса ап Грифида замок перешёл к его сыну Рису Григу. Считается, что самые ранние части нынешнего замка относятся к этому периоду. Влияние правителя Гвинеда Лливелина Великого теперь распространилось и на Дехейбарт, и Рису пришлось разобрать замок. Лливелин, однако, восстановил его и удерживал вплость до своей смерти в 1240 году. В 1255 году Лливелин Последний даровал Диневур Рису Фихану, затем передал его Маредиду ап Рису, а после вернул Рису Фихану. Маредид же объединился с королём Англии Эдуардом I, и его сын Рис ап Маредид помог Эдуарду захватить Диневур в 1277 году. По всей видимости, король пообещал ему замок в обмен на помощь, но не сдержал слово и в конце концов казнил Риса в 1291 году.

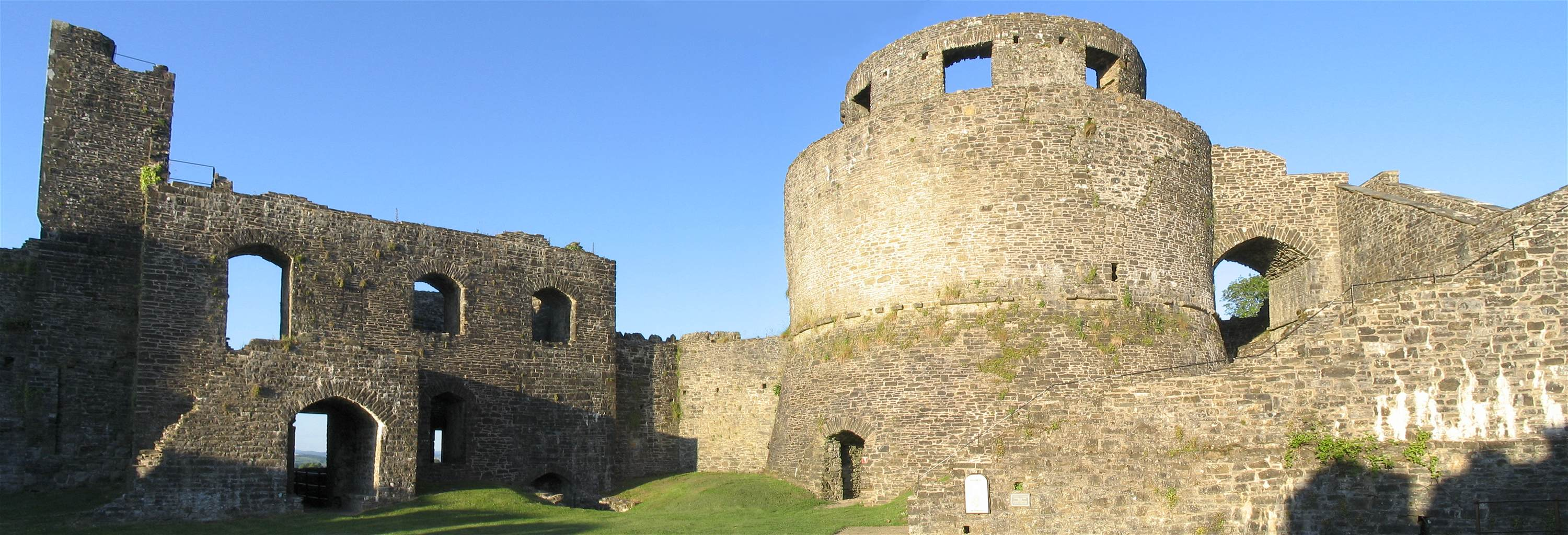
Руины замка Диневур

Замок, теперь находившийся в руках англичан, был сожжён во время восстания Лливелина Лесного в 1316 году. В 1317 году он был передан Хью ле Диспенсеру, фавориту короля. В 1403 году его безуспешно осаждали войска Оуайна Глиндура. В конце XV века замок находился во владении сэра Риса ап Томаса, который значительно перестроил замок. В 1531 году его внук Рис ап Грифид был казнён за измену, а замок отошёл короне, хотя позже семье удалось его вернуть. В конце XVII века донжон был переделан в летнюю резиденцию, но она сгорела в XVIII веке. В настоящее время замок принадлежит Фонду дикой природы Южного и Западного Уэльса и управляется Cadw от их имени.